# Exponi nobis fecisti
Exponi nobis (título completo: Exponis Nobis Nuper Fecistis), também chamada de Omnímoda, foi uma bula papal assinada pelo Papa Adriano VI em 1522, que foi um documento fundamental para a evangelização da América.
A bula estabelecia de forma muito ampla as faculdades dos religiosos naqueles lugares fora do alcance da diocese episcopal, autorizando assim as tarefas paroquiais pelo clero regular.
A bula conferia às ordens mendicantes o poder de ser autoridade apostólica nos lugares onde não havia bispos ou onde estivessem a mais de dois dias, exceto nos ministérios que exigiam uma consagração episcopal.
Por outro lado, a bula também concedia ao rei da Espanha certos direitos sobre a seleção e o exame dos sacerdotes escolhidos para ir às missões. O rei tem direito de veto a esse respeito.